# Hugo Núñez
Hugo Núñez (Luque, Paraguay; 10 de agosto de 1998) es un futbolista paraguayo que juega como defensa central y actualmente se encuentra en el Villanueva de la Liga de Ascenso de Honduras.

## Trayectoria
Se formó en las inferiores de Deportivo Capiatá, en el año 2016 pasó a formar parte de las U19 del UD Vilafranquense de la ciudad de Vila Franca de Xira, Lisboa, Portugal. Después pasó al Club Quebracho de Bolivia, con el que disputó la Copa Libertadores Sub-20 de 2018.

## Clubes
| Club              | País     | Año         |
| ----------------- | -------- | ----------- |
| UD Vilafranquense | Portugal | 2016 - 2017 |
| Quebracho         | Bolivia  | 2017 - 2018 |
| Platense          | Honduras | 2019 - 2022 |
| Villanueva        | Honduras | 2024 -      |